# Фторид осмия(IV)
Фторид осмия(IV) — неорганическое соединение, 
соль металла осмия и плавиковой кислоты с формулой OsF4,
коричневый порошок,
реагирует с водой.

## Получение
- Пропускание фтора над нагретым осмием:

{\displaystyle {\mathsf {Os+2F_{2}\ {\xrightarrow {280^{o}C}}\ OsF_{4}}}}
продукты реакции загрязнены другими фторидами осмия.

## Физические свойства
Фторид осмия(IV) образует гигроскопичный коричневый порошок.

## Химические свойства
- Разлагается водой:

{\displaystyle {\mathsf {OsF_{4}+2H_{2}O\ {\xrightarrow {}}\ OsO_{2}+4HF}}}